# Spencer Treat Clark

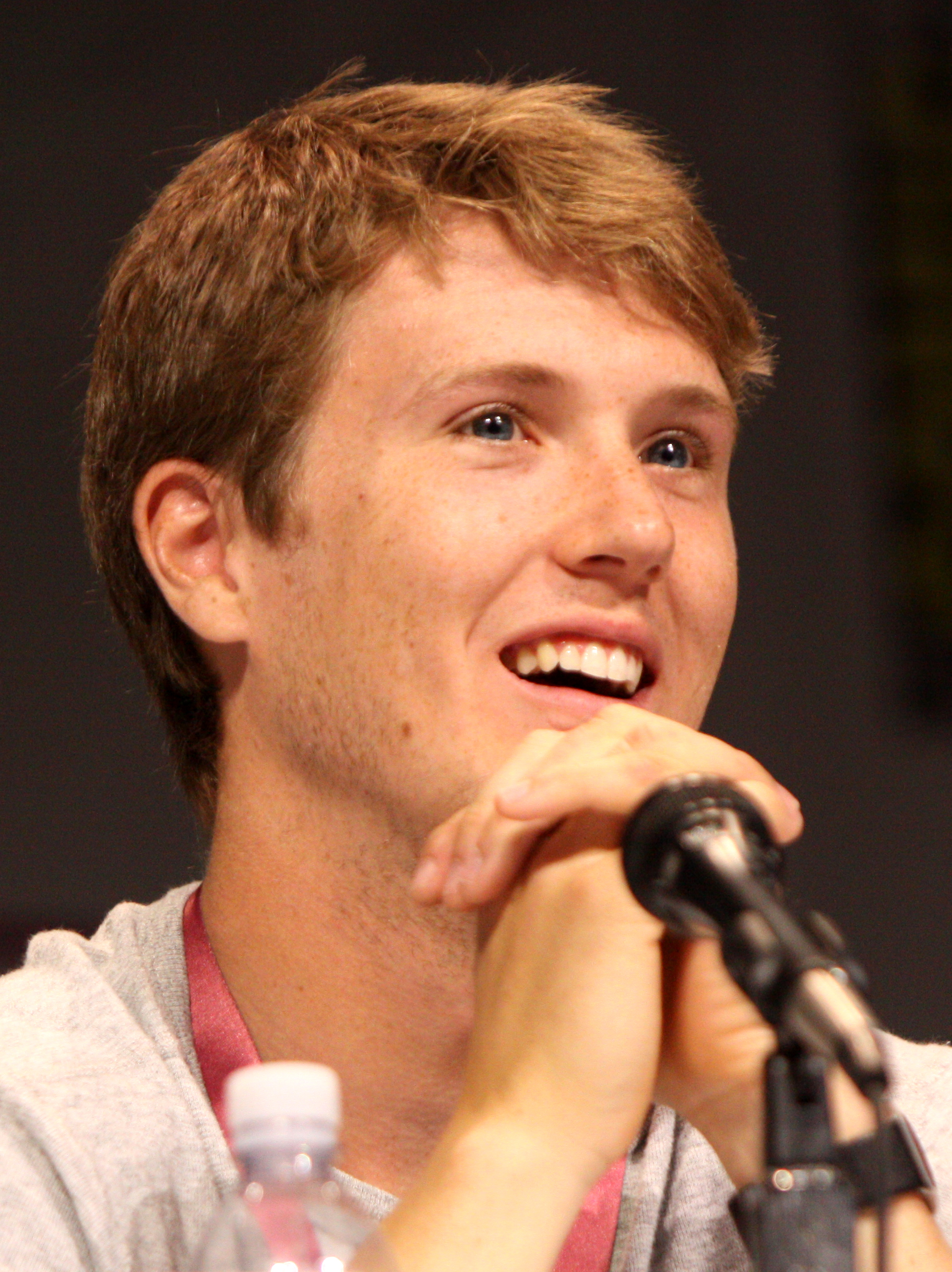
Spencer Treat Clark

Spencer Treat Clark (* 24. September 1987 in New York City) ist ein US-amerikanischer Filmschauspieler.

## Leben
Clark wuchs in New York City auf und trat schon als Kind in Fernsehserien und Filmen auf. Nach ersten Fernsehauftritten in Long Island Fever und It Was Him or Us folgten Rollen in erfolgreichen Kinofilmen wie Arlington Road und Gladiator. In letzterem spielte er Lucius, den Enkel des Kaisers Mark Aurel, außerdem war er als Sohn der von Bruce Willis gespielten Hauptfigur in Unbreakable und in dessen Fortsetzung Glass zu sehen.

## Filmografie (Auswahl)
- 1994–1999: Another World (Fernsehserie)
- 1995: Long Island Fever
- 1995: It Was Him or Us
- 1999: Third Watch – Einsatz am Limit (Third Watch, Fernsehserie)
- 1999: Arlington Road
- 1999: Doppelmord (Double Jeopardy)
- 2000: Gladiator
- 2000: Unbreakable – Unzerbrechlich (Unbreakable)
- 2003: Mystic River
- 2004: Law & Order: Special Victims Unit (Fernsehserie, 1 Episode)
- 2005: Loverboy
- 2007: The Babysitters
- 2009: The Last House on the Left
- 2012: Viel Lärm um nichts (Much Ado About Nothing)
- 2013: Hunting Season (Deep Dark Canyon)
- 2013: Der letzte Exorzismus: The Next Chapter (The Last Exorcism: Part II)
- 2014: Anarchie (Cymbeline)
- 2014: Druid Peak
- 2015–2018: Marvel’s Agents of S.H.I.E.L.D. (Fernsehserie, 8 Episoden)
- 2016–2019: Animal Kingdom (Fernsehserie, 27 Episoden)
- 2017: Navy CIS (Fernsehserie, Episode 14x13)
- 2018: Criminal Minds (Fernsehserie, Episode 14x08)
- 2019: Glass
- 2019: Chilling Adventures of Sabrina (Fernsehserie, Episode 2x06)
- 2022: Weird: Die Al Yankovic Story (Weird: The Al Yankovic Story)
- 2024: Nach dem Attentat (Manhunt, Miniserie, 4 Episoden)
- 2024: Salem’s Lot – Brennen muss Salem (Salem’s Lot)